# Tito Claudio Aurelio Aristóbulo
Tito Claudio Aurelio Aristóbulo (en latín: Titus Claudius Aurelius Aristobulus; fl. 285-296) fue un político y oficial romano que sirvió bajo los emperadores Carino y Diocleciano.

## Biografía
Aristóbulo aparece por primera vez en los registros como prefecto pretoriano bajo el emperador Carino en 285. Ese mismo año fue nombrado consul posterior, sirviendo junto al emperador. Le acompañó a la batalla del Margus, pero acabó traicionando a Carino y posiblemente incluso matándolo en el campo de batalla, lo que decantó la balanza a favor del oponente de Carino, Diocleciano. Según una fuente contemporánea, el motivo aducido para la traición de Aristóbulo fue la venganza: Carino había obligado a la esposa de Aristóbulo a tener una aventura con él.
Con la muerte de Carino, el nuevo emperador Diocleciano recompensó a Aristóbulo manteniéndolo como cónsul y prefecto pretoriano durante el resto del año.
Convertido en miembro del Senado, Aristóbulo continuó prosperando bajo el nuevo régimen. En 290, fue nombrado gobernador proconsular de África. Su cargo fue transferido a la nueva provincia de Bizacena durante la reorganización de las provincias del imperio llevada a cabo por Diocleciano, que dividió África Proconsular en tres provincias más pequeñas. Durante su mandato, Aristóbulo emprendió importantes obras de construcción. Su mandato como gobernador finalizó probablemente el 1 de julio de 294, cuando fue sustituido por Casio Dión.
Desde el 11 de enero de 295 hasta el 18 de febrero de 296, Aristóbulo fue el praefectus urbi de Roma.